# Canarias Radio
La Radio Canaria es la emisora pública de Canarias (España). Forma parte del Ente Público Radio Televisión Canaria. La emisora cuenta con dos sedes, una en Las Palmas de Gran Canaria y otra Santa Cruz de Tenerife.

## Historia
La Radio Canaria inició sus emisiones como Canarias Radio el 30 de mayo de 2008, Día de Canarias, con la inauguración de sus estudios y sede en Las Palmas de Gran Canaria, siendo la capital grancanaria, la primera sede de Canarias Radio. El 15 de mayo de 2009 se inauguró la sede en Santa Cruz de Tenerife.
Esta emisora pública tiene una cobertura del 97 por ciento de la población de Canarias. En total esta emisora cuenta con un total de 23 frecuencias de difusión.
La Radio Canaria se configura como una emisora generalista donde la información, el entretenimiento y la cultura son sus principales bazas. Los servicios informativos se vertebran en torno a tres espacios diarios emitidos en horario de mañana, al mediodía y por la noche, junto con los boletines horarios. El apartado de entretenimiento llega de la mano de dos magazines, uno de mañana y otro espacio de tarde. Además, otro espacio de tipo contenedor se ubica los fines de semana. 
La emisora cuenta con dos centros de producción, uno en Las Palmas de Gran Canaria y otro en Santa Cruz de Tenerife, más una serie de delegaciones en las islas no capitalinas. 
Actualmente (a fecha 24 de mayo de 2024), La Radio Canaria se encuentra inmerso en pleno proceso de selección para ocupar el puesto de Dirección de Cadena de Radio Pública de Canarias S.A. según se recoge en este enlace publicado en la web oficial de rtvc.es. Desde agosto de 2024, la emisora alterna las denominaciones de La Radio Canaria y Canarias Radio.
El 14 de noviembre de 2008, se decreta el cese de las emisiones de Canarias Radio, perteneciente al Ente Público Radio Televisión Canaria, por parte de la juez titular del Juzgado de lo Mercantil de Las Palmas como medida cautelar y a petición de Editorial Prensa Canaria por la similitud existente entre el nombre de la emisora pública y Radio Canarias, registrada desde 1989 por Editorial Prensa Canaria. A pesar de esto, la emisora continuó las emisiones con total normalidad.

## Locutores
Voz corporativa
- Bosco González

Voz de contenidos
- Bosco González

Informativos
- Miguel Ángel Daswani
- Paola Llinares
- Noemí Galván
- José Luis Díaz
- Víctor Hugo Pérez
- Eugenio González
- Javier Granados
- Laura Afonso
- Carolina Armas
- Eva Ruth Ortega
- Tomás Galván
- Marlene Meneses
- Elena Barrios

Magazines
- Mercedes Martín
- María Doménech
- Kiko Barroso
- Cristian Luis

Deportes
- Juanjo Toledo
- Joaquín González
- Moisés Rodríguez
- Simón Abreu
- Juan Luis Monzón

## Programas Temporada 2024-2025
- De la noche al día
- Viva Mi Gente
- La Alpispa
- Canarios de campo y mar
- Canarias al cierre
- Informativos
- La Alpispa
- Roscas y Cotufas
- El Deportivo
- Canarias a la una
- Tiempo de Alisios
- De Campo y Mar
- Tiempo Extra, El Deportivo
- Todo Goles Radio
- Corriente Latina

## Frecuencias
Las Palmas
- Fuerteventura
  - La Oliva: 92.0 FM
  - Pájara: 104.4 FM
  - Puerto del Rosario: 96.9 FM
- Gran Canaria
  - Agüimes: 91.4 FM
  - Gáldar: 99.3 FM
  - Las Palmas de Gran Canaria: 100.8 FM
  - Maspalomas: 100.2 FM
  - Mogán: 90.9 FM
- Lanzarote
  - Arrecife: 101.2 FM
  - Haría: 103.5 FM

Santa Cruz de Tenerife
- El Hierro
  -  La Frontera: 102.3 FM
  - Taibique: 104.5 FM
  - Valverde: 103.2 FM
- La Gomera
  - Hermigua: 93.2 FM
  - San Sebastián de La Gomera: 96.7 FM
  - Valle Gran Rey: 89.1 FM
  - Vallehermoso: 100.9 FM
- La Palma
  - El Paso: 93.0 FM
  - Garafía: 97.5 FM
  - Santa Cruz de La Palma: 100.5 FM
- Tenerife
  - Los Cristianos: 88.1 FM
  - Los Realejos: 104.7 FM
  - Los Silos: 100.2 FM
  - Santa Cruz de Tenerife: 104.2 FM

También se puede sintonizar a través de la TDT en el mux autonómico.
Además, las transmisiones suelen publicarse íntegramente en las plataforma iVoox, Radioplayer, Spotify y/o YouTube.

## Listado de directores
| Nombre                            | Inicio | Final |
| --------------------------------- | ------ | ----- |
| Juan Carlos Mateu Barroso         | 2008   | 2015  |
| Miguel Ángel Moreno Guedes        | 2015   | 2024  |
| Leticia Martín Llarena (interina) | 2024   | 2024  |
| Mayer Trujillo                    | 2024   | 2024  |

## Enlaces relacionados
- Radio Televisión Canaria
- Televisión Canaria
- Televisión Canaria Dos